# Gary Grigsby's Pacific War
Gary Grigsby's Pacific War est un jeu vidéo de type wargame créé par Gary Grigsby et publié par Strategic Simulations en novembre 1992 sur IBM PC. Le jeu fait suite à Second front (1990), Western Front (1991) et Carrier Strike (1992) dont il reprend notamment l'interface graphique, en y apportant des améliorations. Il se déroule dans l’océan Pacifique pendant la Seconde Guerre mondiale et retrace la totalité de la guerre du Pacifique, qui oppose les Alliés et l'empire du Japon entre le 7 décembre 1941 et le 15 août 1945. Il se déroule au tour par tour sur une carte de l'océan Pacifique divisée en cases hexagonales. Dans le jeu, chaque camp est organisé suivant une hiérarchie de centres de commandement, qui contrôle chacun différentes bases dans le Pacifique. Chaque centre de commandement peut être entièrement géré par le joueur ou être contrôlé par l’ordinateur, entièrement ou seulement au niveau opérationnel. Dans ce dernier cas, le joueur peut se contenter d’assigner un commandant et un objectif au centre de commandement, l’ordinateur se chargeant ensuite des tâches subalternes. Outre le commandement des forces terrestres, navales et aériennes, le joueur doit également gérer l’approvisionnement et la distribution des renforts entre les différentes bases.
À sa sortie, il est encensé par le magazine Computer Gaming World qui le considère comme le jeu que les fans de Gary Grigsby attendaient depuis longtemps et qui juge qu'il offre un aperçu unique de la guerre du Pacifique et qu'il est susceptibles d’offrir des centaines d’heures de jeu aux fans de cette période qui sont suffisamment patient et ont assez de temps pour en profiter pleinement. Il est également salué dans le magazine Strategy Plus qui juge que le jeu réussit à couvrir un des thèmes de wargame les plus difficiles et fastidieux à traiter et qu’à ce titre, il s’agit d’un « monument du wargame sur ordinateur », même s’il estime que peu de joueur sont prêts à faire les efforts nécessaire pour profiter pleinement du jeu. En 1993, il est élu meilleur wargame de l’année par les journalistes du magazine Computer Gaming World qui jugent qu’avec ce nouveau titre, Gary Grigsby a réussi à inclure « tout ce qu’on peut attendre d’un wargame ». Dans le même magazine, le jeu se classe en 109ème position d’un classement des 150 meilleurs jeux de tous les temps publié en 1996 dans lequel il est décrit comme « le wargame le plus ambitieux de tous les temps » et « l’œuvre majeure de Gary Grigsby ».

## Trame
Pacific War se déroule dans l’océan Pacifique pendant la Seconde Guerre mondiale et retrace la totalité de la guerre du Pacifique, qui oppose les Alliés et l'empire du Japon entre le 7 décembre 1941 et le 15 août 1945. Il permet au joueur simuler le conflit à partir de différentes dates : le 7 décembre 1942 lors l’attaque de Pearl Harbor, le 2 mai 1942 avant la bataille de la Mer de Corail et la bataille de Midway, le 7 août 1942 avant la bataille de Guadalcanal, le 12 juin 1944 avant la bataille de Saipan ou le 13 octobre 1944 avant la bataille du golfe de Leyte. Il propose également deux scénarios individuels qui retracent respectivement les quatre premiers mois du conflit et les batailles de la Mer de Corail et de Midway.

## Système de jeu
Pacific War est wargame qui simule la totalité des combats terrestres, navals et aériens de la guerre du Pacifique, qui oppose les Alliés et l'empire du Japon. Il peut se jouer seul contre l’ordinateur, qui peut jouer chacun des deux camps, ou à deux. Il propose une campagne que le joueur peut débuter à différentes dates, deux scénarios individuels et un tutorial,. Le jeu peut se jouer à la souris ou au clavier. Il prend place sur une carte de l’océan Pacifique allant de l’Ouest des États-Unis à l’Est de l’Inde, et de l’Alaska à la Nouvelle-Zélande. La carte est divisée en cases hexagonales représentant une distance d’environ 100 miles. Il se déroule au tour par tour, chaque tour représentant une durée d’une semaine. A chaque tour, chaque camp peut d’abord donner des ordres à leurs forces, puis ces ordres sont exécutés simultanément. 
Dans le jeu, chaque camp est organisé suivant une hiérarchie de centre de commandement. Comme dans la réalité historique, cette hiérarchie diffère suivant le camp. Ainsi, pour l’empire du Japon, la séparation entre l’armée et la marine se fait au sommet de la hiérarchie alors pour les Alliés, chaque centre de commandement dirige des forces armées et des forces navales. Pour les deux camps, chaque base présente dans le Pacifique est rattachée à un unique centre de commandement et chacun de ces centres se voit assigné un objectif, qui est de contrôlé une base. Si cette dernière est aux mains des ennemis, le commandement tente de la capturer et dans le cas contraire, il tente de la défendre. Chaque centre de commandement peut être entièrement géré par le joueur ou être contrôlé par l’ordinateur, entièrement ou seulement au niveau opérationnel. Dans ce dernier cas, le joueur peut se contenter d’assigner un commandant et un objectif au centre de commandement, l’ordinateur se chargeant ensuite des tâches subalternes. Pour mener à bien leurs objectifs, chaque base doit être approvisionné et disposer de navires et d’avions. Des convois distribuent de manière automatique les ressources entre les bases dont les routes d’approvisionnement ne sont pas coupées par l’ennemi. Si une base se retrouve isolé par l’ennemi, le joueur peut décider de créer un détachement de navires afin d’y acheminé le ravitaillement. Outre le ravitaillement, le joueur doit également distribuer des renforts entre les différentes bases en y transférant des troupes, des navires ou des avions.

## Développement et publication
Pacific War est développé par Gary Grigsby et fait suite à ses trois précédents wargames :  Second front (1990), Western Front (1991) et Carrier Strike (1992). Chaque jeu de la série intègre des améliorations par rapports à son prédécesseur et Pacific War ne fait pas exception. Le jeu intègre ainsi une base de données détaillée de toutes les divisions, navires et escadrons aériens ainsi qu’une représentation graphique des navires et des avions. Il ajoute également de nouveaux raccourcis, pour aider à repérer les navires  sur la carte, et de nombreuses fenêtres d’information ou graphiques auxquels le joueur peut accéder par un clic de souris. Il remplace enfin des points de politique de Western Front par des points de préparations qui peuvent être utilisés pour activer des unités de combat terrestres ou sélectionner de nouveaux commandants. Le jeu est publié Strategic Simulations en novembre 1992 sur IBM PC.
Outre les disquettes du jeu, le packaging original de Pacific War contient un manuel de 160 pages. Celui-ci est composé de 54 pages de règles, d’un tutorial de cinq pages, de cinq pages de notes de son concepteur, de tableaux listant l’ensemble des unités, des bases et des commandants qui apparaissent dans le jeu et d’un historique de la guerre du Pacifique, écrit par Albert Nofi et initialement publié dans le magazine Strategy & Tactics.

## Accueil
À sa sortie, Pacific War est d’abord encensé par le journaliste Bob Proctor dans le magazine Computer Gaming World qui le considère comme le jeu que les fans de Gary Grigsby attendaient depuis longtemps. Il le juge en effet « impressionnant » et estime qu’il s’agit d’un parfait exemple de la manière dont l’ordinateur peut rendre jouable une simulation d’une complexité stupéfiante. Il ne le considère pas pour autant facile et juge qu’il avant tout destiné aux wargamers expérimentés et que même ces derniers risque de le trouver difficile à prendre en main. Il estime en effet que 10 à 20 heures de jeux sont nécessaires simplement pour apprendre à y jouer et qu’il faut être prêt à passer 30 à 200 heures sur une partie pour, peut-être, apprécier le jeu. Il regrette d’ailleurs que la documentation, pourtant abondante, fournie avec le jeu ne soit pas suffisante pour apprendre à en maitriser tous les aspects et que l’interface graphique du jeu est également déficiente, notamment pour les utilisateurs de souris. Il conclut néanmoins qu’il s’agit d’« un jeu unique », qui offre un aperçu de la guerre du Pacifique qu’il n’est pas possible d’obtenir d’une autre manière, et qui est susceptibles d’offrir des centaines d’heures de jeu aux fans de cette période qui sont suffisamment patient et ont assez de temps pour en profiter pleinement. Pacific War est également salué par John Van Valer dans le magazine Strategy Plus qui estime lui aussi que le jeu est destiné à des wargamers expérimenté qui ont le temps et la patience pour s’investir dans le jeu, puisqu’il estime qu’une partie complète peut durer jusqu’à 200 heures. Il note également qu’avec une interface plus moderne, le jeu aurait pu attirer une audience plus large, mais estime que cela aurait nécessité une équipe de développement ne se limitant pas uniquement à Gary Grigsby. Il juge finalement que le jeu réussit à couvrir un des thèmes de wargame les plus difficiles et fastidieux à traiter et qu’à ce titre, il s’agit d’un « monument du  wargame sur ordinateur », même s’il estime que peu de joueurs sont prêts à faire les efforts nécessaires pour profiter pleinement du jeu. Il conclut cependant que ceux prêts à faire cet effort seront récompensés.
Plus tard en 1993, le journaliste Evan Brooks du magazine Computer Gaming World le décrit comme « la simulation » de la guerre du Pacifique dont les points forts sont son envergure et son impressionnante quantité de données, qu’il juge « écrasante » mais dont il reconnait la qualité. Il le recommande ainsi fortement aux vétérans et à ceux pour qui l’expression « get a life » a un sens. Toujours en 1993, Pacific War est élu meilleur wargame de l’année par les journalistes du magazine Computer Gaming World. Ces derniers jugent en effet qu’avec ce nouveau titre, Gary Grigsby a réussi à inclure « tout ce qu’on peut attendre d’un wargame » dans un jeu qui permet au joueur d’exercer autant, ou aussi peu, de contrôle qu’il le souhaite sur les évènements de la guerre du Pacifique. Ils saluent également son réalisme et concluent qu’il est particulièrement attrayant pour les vétérans du genre. Dans le même magazine, le jeu se classe en 109ème position d’un classement des 150 meilleurs jeux de tous les temps publié en 1996 dans lequel il est décrit comme « le wargame le plus ambitieux de tous les temps » et « l’œuvre majeure de Gary Grigsby ».